# Ochsenburg (Zaberfeld)
Ochsenburg ist ein Dorf im Landkreis Heilbronn in Baden-Württemberg, das vor 1807 das Stadtrecht besaß und von 1971 bis 1974 gemeinsam mit Leonbronn die Gemeinde Burgbronn bildete, deren Teilorte seit dem 1. Januar 1975 zu Zaberfeld gehören.

## Geschichte
Ochsenburg entstand als Burgweiler der Burg Ochsenburg, die oberhalb des Riesenbachs, eines Zuflusses der Zaber, im Mittelalter errichtet wurde, und wurde erstmals 1231 als das Städtlein erwähnt. Der Ort war von einer Stadtmauer umgeben und besaß bis 1807 das Stadtrecht. Die Ortsherrschaft lag im hohen Mittelalter bei den Herren von Magenheim. Der Ort ging im 14. Jahrhundert auf Württemberg über, das ihn den Herren von Sternenfels zu Lehen gab. Zur Zeit der Renaissance wurde ein Schloss als neuer Herrensitz errichtet. Schloss und Burg wurden im 19. Jahrhundert abgerissen. Nach Niederlegung der Burg zu Beginn des 19. Jahrhunderts wurde der Ortsname vorübergehend in Ochsenberg abgeändert. Ochsenburg gehörte bis 1810 zum Oberamt Güglingen, danach bis 1938 zum Oberamt Brackenheim und seitdem zum Landkreis Heilbronn. 1939 wurden 532 Einwohner gezählt, Ende 1945 waren es 574.
Am 1. Januar 1971 schlossen sich die Gemeinden Ochsenburg und Leonbronn zur neuen Gemeinde Burgbronn zusammen, die sich im Zuge der baden-württembergischen Gemeindereform am 1. Januar 1975 mit Zaberfeld und dessen Ortsteil Michelbach zur neuen Gemeinde Zaberfeld vereinigte.
1966 und 1998 wurden Neubaugebiete ausgewiesen. 1970 hatte Ochsenburg 589 Einwohner, gegenwärtig hat der Ort 628 Einwohner (Dez. 2006).

## Wappen
| Wappen von Ochsenburg | Blasonierung: „Das Wappen von Ochsenburg zeigt in Gold auf blauem Vierberg einen stehenden roten Ochsen.“ |
| Wappen von Ochsenburg | |

## Bauwerke

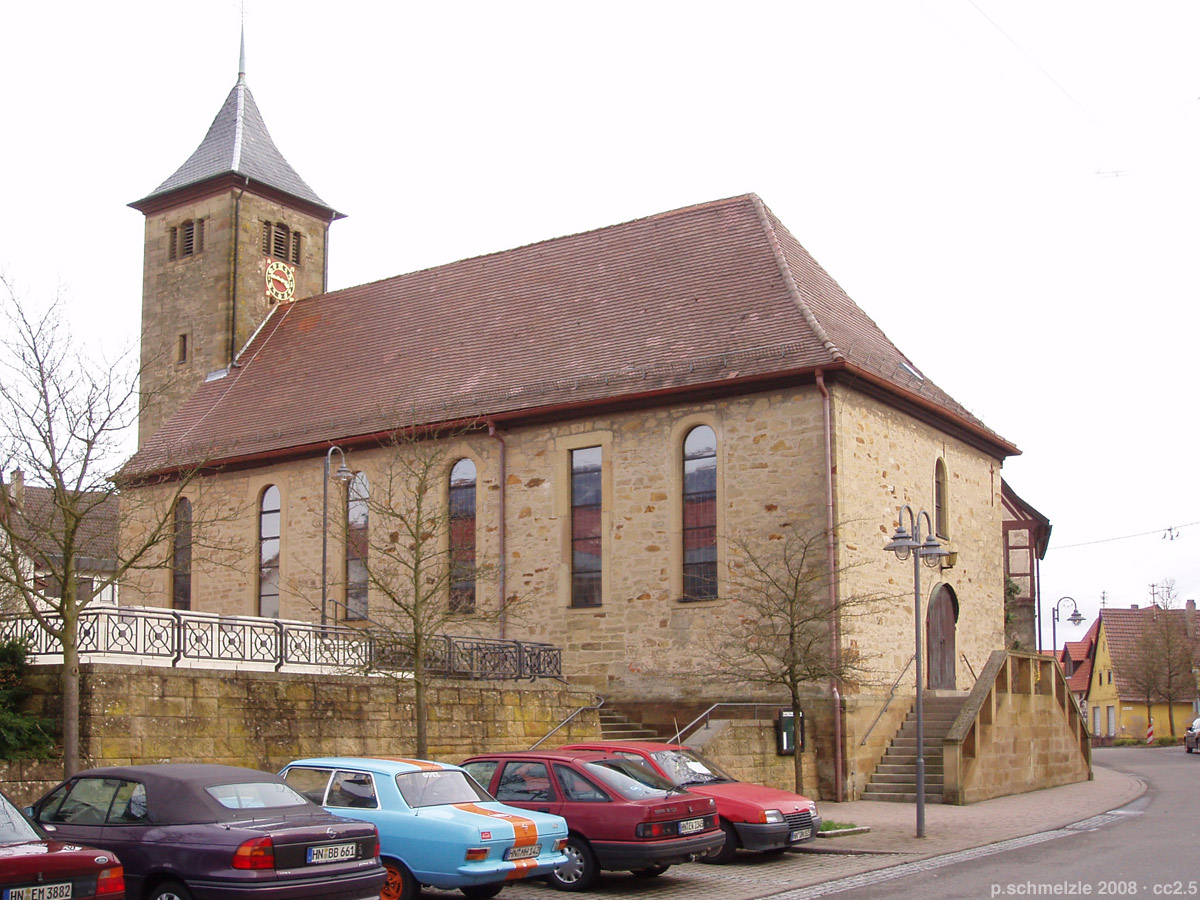
Margaretenkirche

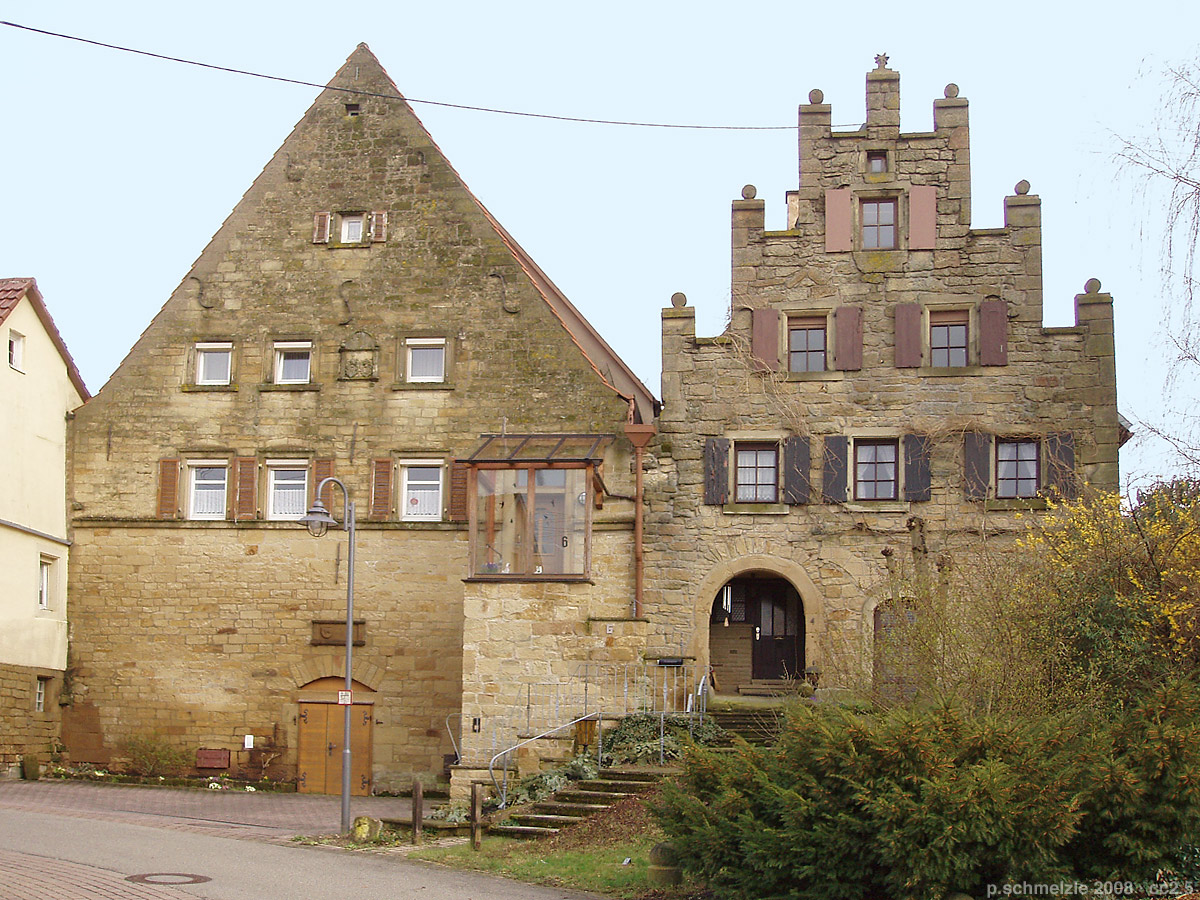
Schlosskellerei und Fruchtkasten

- Die Margaretenkirche wurde in ihrer heutigen Gestalt 1728 errichtet, das Bauwerk weist jedoch noch Überreste von Vorgängerbauten auf, darunter die Kanzel auf Renaissancestütze sowie der Taufstein von 1478. In der Kirche sind mehrere historische Epitaphe aus dem 15. und 16. Jahrhundert erhalten.
- Von der einst bestehenden Burg- und Schlossanlage der Herren von Sternenfels sind lediglich die Schlosskellerei von 1569 sowie der Fruchtkasten von 1771 mit markantem Staffelgiebel nördlich der Kirche erhalten. Zahlreiche Steine von Burg und Schloss, darunter auch mehrere Wappensteine, sind in verschiedenen Häusern im Ort verbaut. Am Dorfplatz wurde ein Wappenstein des Carl Alexander von Sternenfels und seiner Frau Maria Luisa von Wetzel in die Umfassung des Unterstandes eingelassen.
- Das Friedhofsportal zeigt ein 1564 datiertes Allianzwappen von Georg von Sternenfels und seiner Frau Ursula Margaretha von Helmstatt. In der Friedhofsmauer befindet sich eine Nische aus der Zeit der Gotik, auf dem Friedhof ist ein steinernes Kruzifix aus der Zeit der Renaissance.
- Reste der Stadtbefestigung und die Kerne zahlreicher historischer Wohn- und Wirtschaftsgebäude künden noch aus spätmittelalterlicher Zeit. Außerdem sind in Ochsenburg mehrere kleinbäuerliche Anwesen aus dem frühen 20. Jahrhundert erhalten.
- Am Dorfplatz befindet sich ein moderner Dorfbrunnen, der mit wasserspeienden Ochsen den Ortsnamen symbolisiert. Nördlich hinter dem anschließenden Gemeindehaus wurde 2007 ein neues Backhaus errichtet.

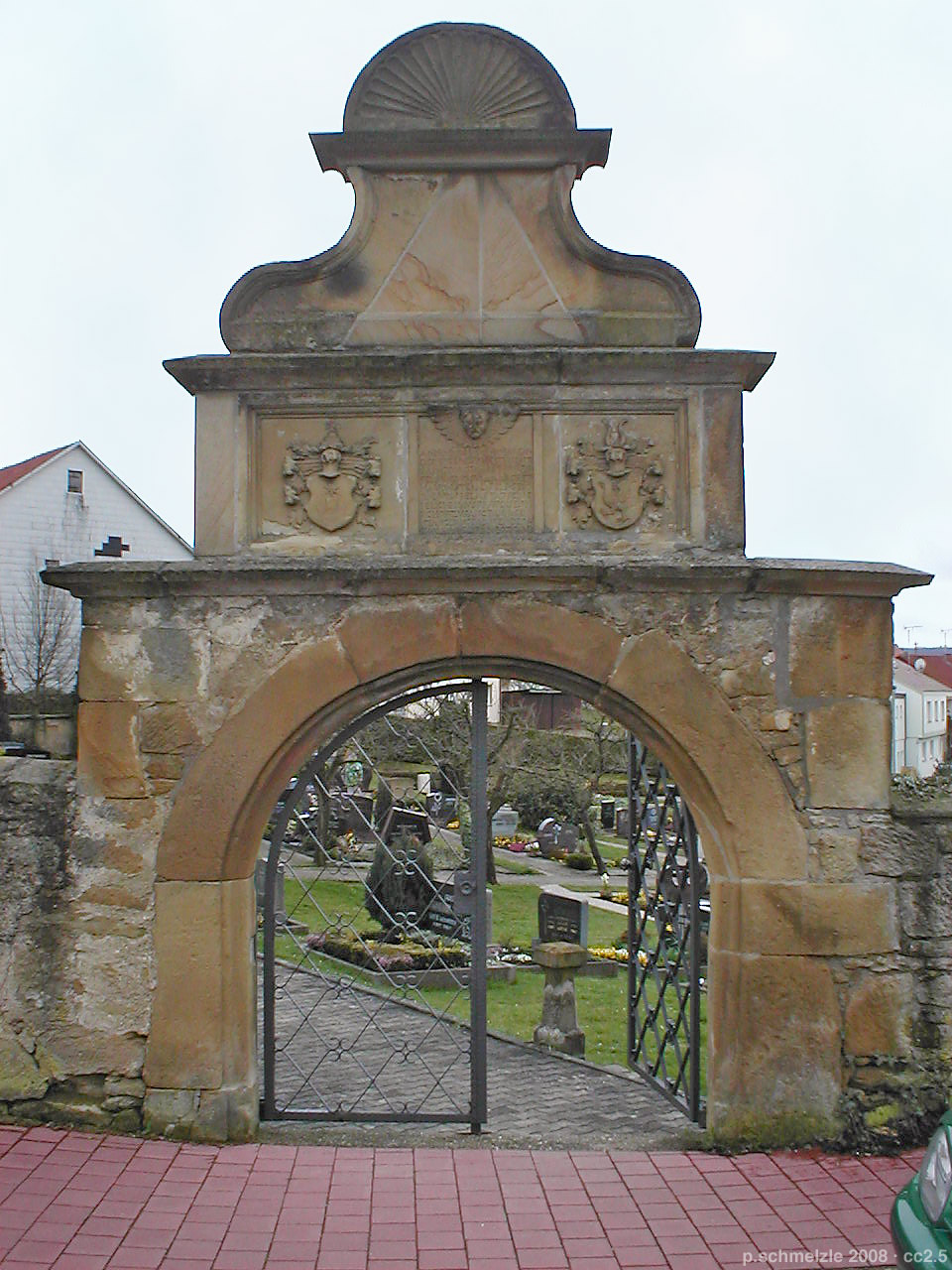
Friedhofsportal
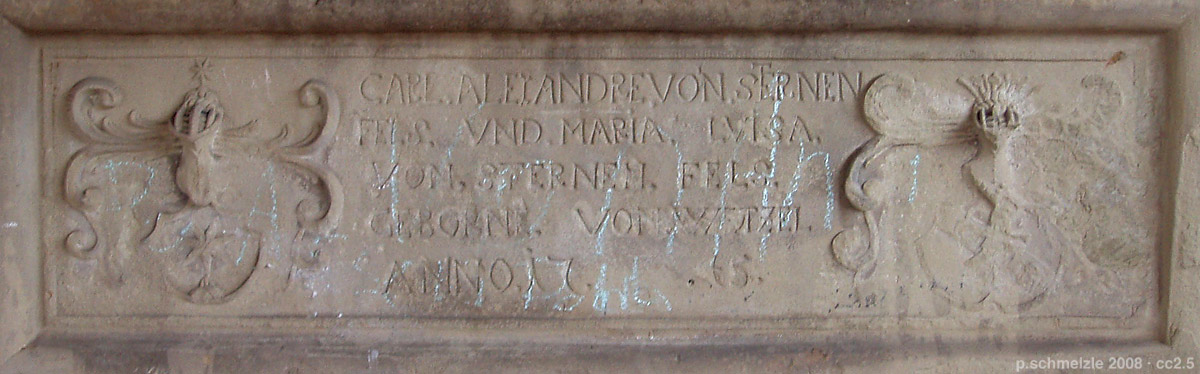
Wappenstein am Dorfplatz
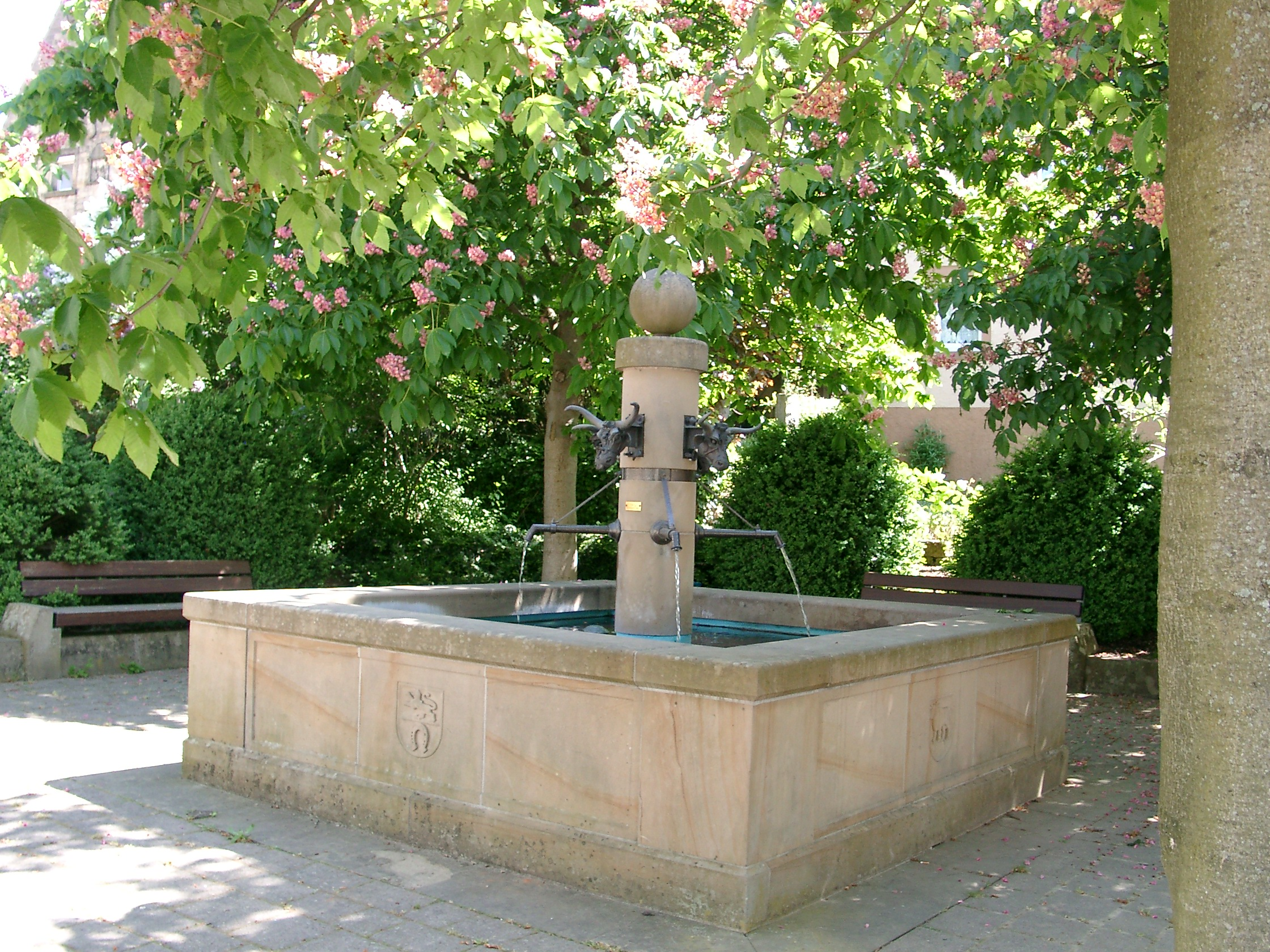
Dorfbrunnen